# 李秉记
李秉记（1966年—），广东陆丰人，汉族，中华人民共和国政治人物、第十二届全国人民代表大会广东地区代表。
毕业于香港浸会大学工商管理学院工商管理专业。加入中国致公党。担任广东省汕尾市政协副主席。2008年起担任全国人大代表。2013年，担任全国人大代表。2018年2月24日，当选为第十三届全国人大代表。